# ليلاند آي. أندرسون
ليلاند آي. أندرسون (بالإنجليزية: Leland I. Anderson)‏ هو كاتب تقني أمريكي، ولد في 1928.